# Чемпіонат України із шахів 1998
67-й чемпіонат України з шахів, що проходив в Алушті з 6 по 15 травня 1998 року в приміщенні готелю «Чайка».

## Загальна інформація про турнір
Головний суддя турніру — Леонід Боданкін (міжнародний арбітр, Київ).
У турнірі за швейцарською системою у 9 турів взяли участь 102 шахісти. У чемпіонаті не взяли участь більшість провідних шахістів країни. Список учасників турніру очолили 15-й номер рейтингу України Михайло Бродський та Володимир Баклан (17).
Чемпіонат України 1998 року мав кілька суттєвих відмінностей порівняно з попереднім. По-перше, згідно рішенням Федерації шахів, чемпіон України, якщо його рейтинг не нижчий 2500 автоматично отримував місце у збірній України, котра восени 1998 року брала участь у 33-й шаховій олімпіаді. По-друге, шість кращих учасників отримували путівки до зонального турніру чемпіонату світу. По-третє: згідно останніх правил ФІДЕ один раз на рік національні першості отримують статус міжнародного турніру, і, таким чином, його учасники можуть виконати нормативи міжнародних звань, незважаючи на наявність представників лише однієї країни.
Не всі шахісти скористалися наданими «пільгами». Потенційним «збірникам», а таких було лише двоє, потрібно було докласти чимало зусиль, аби досягти мети. Але, як показав турнір, зусилля ці виявилися марними. Рейтинг-фаворит чемпіонату — гросмейстер Михайло Бродський (Харків) — спочатку впевнено лідирував, маючи у своєму активі 4½ очка з 5 можливих, але на фініші скинув оберти і у підсумку посів лише 11-те місце. Його рейтинговий «правонаступник» — міжнародний майстер Володимир Баклан (Київ) — грав стабільніше, однак і йому забракло сил, аби посісти заповітне перше місце. Разом з Любомиром Михайльцем (Хмельницький) та Олегом Березіним (Донецьк) киянин розділив перше-третє місця, але за додатковим коефіцієнтом залишився другим.
У підсумку, чемпіонські лаври дісталися Михальцеві (який, до речі, мав серед учасників лише восьмий рейтинг), а бронзова нагорода — Березіну.
Вирішальною для визначення переможця турніру стала партія передостаннього туру, в якій зустрілися Баклан (5½ очка) та Михалець (6), та було зафіксовано нічию, яка й відкрила Михальцю прямий шлях до чемпіонства.

## Підсумкова таблиця
| Місце              | Шахіст              | Місто            | Рейтинг |  | + | = | − | Очки |
| ------------------ | ------------------- | ---------------- | ------- |  | - | - | - | ---- |
| Gold               | Любомир Михалець    | Хмельницький     | 2435    |  |   |   |   | 7    |
| Silver             | Володимир Баклан    | Київ             | 2540    |  |   |   |   | 7    |
| Bronze             | Олег Березін        | Донецьк          | 2455    |  |   |   |   | 7    |
| 4                  | Андрій Нечаєв       | Старокостянтинів | 2290    |  |   |   |   | 6½   |
| 5                  | Вадим Малахатько    | Київ             | 2410    |  |   |   |   | 6½   |
| 6                  | Олександр Носенко   | Чернігів         | 2420    |  |   |   |   | 6½   |
| 7                  | Олександр Зубарєв   | Харків           | 2435    |  |   |   |   | 6½   |
| 8                  | Сергій Бондарчук    | Миколаїв         | 2270    |  |   |   |   | 6½   |
| 9                  | Михайло Копилов     | Донецьк          | 2365    |  |   |   |   | 6½   |
| 10                 | Роман Козел         | Львів            | 2355    |  |   |   |   | 6½   |
| 11                 | Михайло Бродський   | Харків           | 2545    |  |   |   |   | 6    |
| 12                 | Олександр Моїсеєнко | Харків           | 2435    |  |   |   |   | 6    |
| 13                 | Олександр Ковчан    | Чернігів         | 2350    |  |   |   |   | 6    |
| 14                 | Валерій Шалімов     | Харків           | 2445    |  |   |   |   | 6    |
| 15                 | Ярослав Думанський  | Житомир          | 2405    |  |   |   |   | 6    |
| 16                 | Олександр Костюков  | Кривий Ріг       |         |  |   |   |   | 6    |
| 17                 | Ігор Кобилянський   | Івано-Франківськ |         |  |   |   |   | 6    |
| 18                 | Спартак Височин     | Київ             |         |  | 5 | 2 | 2 | 6    |
| 19                 | Олексій Косиков     | Київ             |         |  |   |   |   | 6    |
| 20                 | Сергій Федорчук     | Вінниця          | 2345    |  |   |   |   | 6    |
| 21                 | Дмитро Максимов     | Дніпропетровськ  |         |  |   |   |   | 6    |
| ...                |                     |                  |         |  |   |   |   |      |
| 27                 | Олександр Голощапов | Харків           |         |  |   |   |   | 5½   |
| ...                |                     |                  |         |  |   |   |   |      |
| 31                 | Юрій Дроздовський   | Одеса            |         |  |   |   |   | 5    |
| ...                |                     |                  |         |  |   |   |   |      |
| 35                 | Сергій Перун        | Київ             |         |  |   |   |   | 5    |
| ...                |                     |                  |         |  |   |   |   |      |
| 37                 | Віктор Твердохлібов | Полтава          |         |  |   |   |   | 5    |
| ...                |                     |                  |         |  |   |   |   |      |
| 76                 | Олег Мілютин        | Одеса            |         |  |   |   |   | 3½   |
| ...                |                     |                  |         |  |   |   |   |      |
| 86                 | Віктор Гуревич      | Дніпропетровськ  |         |  |   |   |   | 3½   |
| Всього 102 шахісти |                     |                  |         |  |   |   |   |      |